# Латинські війни
Латинські війни — серія збройних конфліктів Римської республіки та Союзу латинських міст. Конфлікти завершились на користь Риму та сприяли розповсюдженню його впливу на весь Апеннінський півострів. Цим було закладено фундамент для утворення Римської імперії.

## Перша Латинська війна(498–493 рр. до н.е.)
Союз латинських міст, заснований у 6 ст до н. е. включав у себе близько 30 міст, сіл та племен на Апеннінському півострові. У 498 р. до н. е. напруження у домінуванні в союзі досягли критичної точки і вилились у військовий конфлікт. Очевидно йшлося про ведучу роль Риму у союзі. Неоднозначну роль у розпалюванні конфлікту зіграв також і останній цар Риму — Луцій Тарквіній Гордий, якого вигнали перед тим з Рима. Вирішальною була Битва біля Регільського озера, що датується 509, 496 або 493 роками до н. е. Римляни перемогли спільні війська Лавініума та Тускулума й уклали у 498 р. до н. е. з ними мирний договір, що врегульовував питання спільної оборони та розподілу військової здобичі.Три наступні роки не було потім ні міцного миру, ні війни. Близько 495 до н. е. Вольскі, готуючись до війни з римлянами, направили в Лацій послів з пропозицією укласти союз проти Рима, проте латиняни видали послів Риму, за що з ними було укладено новий договір, а 6 000 полонених були повернуті назад. У подяку Риму латиняни послали Юпітеру Капітолійському золотий вінець.

## Друга Латинська війна(340–338 рр. до н.е.)
За період після Першої Латинської війни Рим стає провідною силою у Союзі латинських міст. З 343 р. до н. е. тривали Самнітські війни. Общини Латинського союзу вимагали рівніших прав та незалежності від Рима. У 340 році делегація послів від інших міст у Римі вимагає створення з ним спільної рівноправної держави. Оскільки римляни відкинули цю пропозицію, дійшло до війни.
Рим швидко закінчує війну з самнітами та об'єднується з ними. У битві біля Везувію у 339 році латинські війська було розбито. Рік по тому у наступній битві при Тріфані (338 р. до н. е.) Римляни знову розбивають війська Союзу латинських міст. Після наступного наступу римських військ окремі латинські міста було захоплено та перетворено у Муніціпії чи частково колонізовано. З захопленої території (бл. 6000 км²) утворено провінцію Лаціо.